# Alojz Ajdič

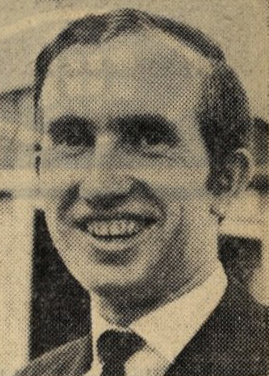
Alojz Ajdič (um 1966)

Alojz Ajdič (* 6. September 1939 in Fojnica) ist ein slowenischer Komponist und Klarinettist.

## Leben
Geboren in der bosnischen Kleinstadt Fojnica erhielt Alojz Ajdič seine frühe musikalische Ausbildung durch Nonnen im kroatischen Koprivnica. 1951 zog seine Familie mit ihm nach Maribor. Er besuchte die dortige Musikschule und in der Folge die Musikakademie Ljubljana, wo er  1968 ein Klarinettenstudium bei Mihael Gunzek abschloss und Komposition bei Uroš Krek studierte. Daneben arbeitete er seit 1965 als Musiklehrer. 1973–1983 war er Leiter der Musikschule in Kranj, 1978–1986 Direktor der Slowenischen Musikschule in Klagenfurt. Parallel dazu war er 1983–1989 Vertriebsleiter für den Musikbereich des Verlages Državna založba Slovenije (DZS) und anschließend 1989–2002 Besitzer und Geschäftsführer von Glasbeni atelje (Musikatelier), beide in Kranj. Für ihn als Klarinettisten nimmt sein Instrument auch in seinem schöpferischen Œuvre eine hervorgehobene Position ein, indem er es mit zahlreichen Solo-, Kammermusik- und Konzertwerken bedachte. Größere Beachtung fand auch seine auf Grundlage von Texten überlebender Frauen komponierte Kantate Konzentrationslager Ravensbrück (1980), für die er mehrere Auszeichnungen erhielt. Ajdič lebt in Britof pri Kranju.

## Preise und Auszeichnungen (Auswahl)
- 1983/1984: Prešeren-Preis, Preis des Aufstands der slowenischen Nation sowie Preis des 4. Juli für die Kantate Konzentrationslager Ravensbrück
- 1994:  Župančič-Preis der Stadt Ljubljana für die 2. Sinfonie
- 1997: Preis der Prešeren-Stiftung für die 3. Sinfonie
- 1998: Preis des slowenischen Kulturvereins Edinost in Bleiburg für herausragende Leistungen im Kulturbereich
- 2009: Kozina-Preis des Slowenischen Komponistenverbandes für das sinfonische Gesamtwerk[1]
- 2020: Preis der Stadt Kranj

## Werke (Auswahl)

### Oper
- Die zwei Brüder. Oper in fünf Akten (2002)
- Die Maus im Opernhaus (2019)

### Kantate
- Konzentrationslager Ravensbrück. Kantate nach Texten überlebender Frauen des Lagers für Sprecher, zwei gemischte Chöre und Orchester (1980)

### Orchester
- Fantasie (1971)
- Farbvisionen (1972)
- Fata Morgana (1984)
- Sinfonie Nr. 1 (1986)
- Sinfonie Nr. 2 „Seelenfenster“ (1992)
- Sinfonie Nr. 3 für Schlagzeug und Orchester (1996)
- Erwartungen (1999)
- Erinnerungen an Paris (2015)
- Erwachen (2016)

### Blasorchester
- Flucht (1989)
- Erwartungen. Bearbeitung von Erwartungen für Sinfonieorchester (1999/2002)

### Soloinstrument(e) und Orchester
- Adagio lamentoso für Flöte,  Klarinette und Orchester (1975)
- Konzertante Musik für Horn und Orchester (1978)
- Adagio für Klarinette und Streichorchester (1985)
- Konzert für Klavier und Orchester (1988)
- Serenade für Oboe und Orchester (1988)
- Konzert für Violine und Orchester (1995)
- Erwartungen für Klarinette und Blasorchester (2002)
- Rhapsodie für Trompete und Orchester (2004)[2]
- Konzert für Trompete und Orchester (2011)

### Duos und Kammermusik
- Bläserquartett (1971)
- Solo de concours für Klarinette und Klavier (1973)
- Bläserquintett (1974)
- Hirtenlied für Klarinette und Klavier (1978)
- Bläsertrio (1979)
- Fata Morgana für Posaune und Klavier (1981)
- Gefühle für Trompete und Klavier (1981)
- Unter Stalaktiten für Klarinette und Klavier (1983)
- Vorstadtgeschichte für Klarinette und Klavier (1985)
- Chor für Altsaxophon und drei Schlagzeuger (1989)
- Die Puppe tanzt für Klarinette und Klavier (1993)
- Wenn ich einsam bin für Violine und Klarinette (1999)
- Landschaft für Klarinette, Violine, Violoncello und Klavier (2007)
- Horizonte für Flöte, Klarinette, Vibraphon, Tom-Tom, Viola, Violoncello und Klavier (2013)
- Emotion für Trompete und Klavier (2015)
- Für Nina für zwei Flöten und Klavier (2019)

### Instrument solo
- In der Ausstellung abstrakter Kunst für Klavier (1959)
- Momente. Vier Stücke für Klavier (1970)
- Klingende Landschaft für Flöte (1980)
- Slavkos solo für Klarinette (1985)
- Fantasie für Orgel (1997)
- Stillleben für Akkordeon (1997)
- Stimmungen für Klavier (2006)

### Gesang mit Begleitung
- So viele Worte nach Worten von Katja Špur für Mezzosopran und Klavier (1972)
- Betrachtung nach Worten von Srečko Kosovel für Gesang, Violine oder Klarinette und Klavier (1986)
- Ahnung für Mezzosopran und Klavier (1995)
- Ich kann ohne jeden sein, nur nicht ohne dich für Sopran und Klavier (2014)
- Du und ich für Mezzosopran und Klavier (2014)

### Gemischter Chor a cappella
- Der Wanderer nach Worten von Pavel Lužan (1970)
- Motette (1971)
- Sie schlagen uns nach Worten Katja Špur (1978)
- Orinoco nach Worten von Pablo Neruda (1983)
- Ich weiß, der Tag wird kommen nach Worten von Rabindranath Tagore (1994)

## CD-Diskographie
- Klavierkonzert – Aci Bertoncelj (Klavier),[3] Sinfonieorchester des Slowenischen Rundfunks, Dirigenten: Samo Hubad (ZKP RTVS DD0283)
- Adagio für Klarinette und Streichorchester, Fata Morgana für Orchester, Konzentrationslager Ravensbrück – Slavko Goričar (Klarinette), Kammerchor von RTV Ljubljana, Akademischer Chor France Prešeren, Slowenische Philharmonie, Sinfonieorchester des Slowenischen Rundfunks, Dirigenten: Marko Letonja, Marko Munih, Anton Nanut (Ed. DSS 999017)
- Rhapsodie für Trompete und Orchester, Bläserquintett, Sinfonie Nr. 1 – Stanko Arnold (Trompete), Bläserquintett des Slowenischen Rundfunks, Slowenische Philharmonie, Dirigenten: Uroš Lajovic, George Pehlivanian (Ed. DSS Ed. DSS 201077)
- Solo de concours – Deže Molnar (Klarinette), Vera Tot Horti (Klavier) (Studentski Kulturni Centar Novi Sad skcd044)